# Анабиоза
Анабиозата (на гръцки: ἀναβιω, връщане към живот) е състояние на почти пълно, но обратимо прекратяване на жизнената дейност. От него организмът може да излезе при определени условия и да се върне към интензивен живот.
Счита се, че състоянието на анабиоза е открито през 1701 г. от холандския биолог Антони ван Льовенхук. Терминът „анабиоза“ е предложен през 1873 г. от немския учен Вилхелм Прейер в негово изследване на временното прекратяване на жизнената дейност.
Освен анабиоза, други термини, които обозначават това състояние са биостаза, абиоза, криптобиоза, мнима смърт и т.н.

## Изпадане в анабиоза
В състояние на анабиоза организмите може да изпаднат при:
- ниски температури. Може да се използват както бързо изстудяване, така и препарати. В такова състояние могат да се поставят насекоми, едноклетъчни, както и някои многоклетъчни.
- силно изсушаване

## Приложение
Методът „анабиоза“ се използва днес в съвременната медицина. В състояние на анабиоза се „заглушава“ кислородният глад и се запазва жизнеността при различни интоксикации и травми.
Анабиозата се използва при приготвяне на сухи живи ваксини, при консервиране на кръв за трансфузия и т.н. С този метод се извършват сърдечни операции.

## Български принос
Експерименталните биофизични изследвания на Порфирий Бахметиев върху явлението „анабиоза“ водят до откритие и името му влиза в световните енциклопедии. По това време (началото на XX век) той е професор в Софийския Университет (тогава Висше училище) и извършва изследванията в създадената от него лаборатория. С помощта на миниатюрни термодвойки проф. Бахметиев измерва температурата на пеперуди при преохлаждането им под 0o C, открива специфичен температурен скок в тялото на пеперудата, след който се преминава в анабиотично състояние, и установява условията, при които тя може да се съживи. Особеностите на анабиотичното състояние и на температурния скок са свързани с междинната течнокристална фаза на телесните течности при прехода им от течно в твърдо състояние. Подобни експерименти проф. Бахметиев прави и с прилепи. Първият му опит, довел до откриване на явлението „анабиоза“ е на 16 април 1898 г. Състои се в изстудяване на организми (главно прилепи) до минус 22 градуса, постепенното им размразяване и възстановяване на жизнените функции. Изследванията си Бахметиев обобщава в тритомния си труд „Експериментални ентомологични
изследвания от физикохимична гледна точка“.